# Voltolino Fontani
Voltolino Fontani, född 1920 i Livorno, Italien, död 1976, var en italiensk konstnär.
Fontani var grundare av konströrelsen Eaismo, som var mycket kritisk till kärnkraft.

## Målningar
- Ineluttabile (1937)
- La canzone degli anni perduti (1937)
- Simbolismo romantico (1937)
- La famiglia (1946)
- Dinamica di assestamento e mancata stasi (1948)
- Mathausen (1950)
- Questione biologica (1951)
- Gli errori (1951)
- La capra (1956)
- Frattura e coesione (1966)
- Traslazione di Cristo (1974)